# Cavan (Côtes-d’Armor)
Cavan (bret. Kawan) – miejscowość i gmina we Francji, w regionie Bretania, w departamencie Côtes-d’Armor.
Według danych na rok 1990 gminę zamieszkiwało 1080 osób, a gęstość zaludnienia wynosiła 66 osób/km² (wśród 1269 gmin Bretanii Cavan plasuje się na 547. miejscu pod względem liczby ludności, natomiast pod względem powierzchni na miejscu 615.).